# Vladimir Fedosseïev (joueur d'échecs)
Pour le chef d'orchestre, voir Vladimir Fedosseïev (chef d'orchestre).
Vladimir Vassilievitch Fedosseïev (en russe : Владимир Васильевич Федосеев) est un joueur d'échecs russe naturalisé slovène né le 16 février 1995. Grand maître international depuis 2011, il a remporté l'Open Aeroflot en 2017 et deux fois la médaille d'argent au championnat du monde d'échecs de parties rapides (en 2017 et 2023).
Au 3 février 2025, il est le 24e joueur mondial et le premier joueur slovène avec un classement Elo de 2 724 points.

## Carrière aux échecs

### Tournois internationaux
En 2011, Fedosseïev remporta la médaille d'argent au championnat du monde d'échecs de la jeunesse (catégorie des moins de 18 ans).
Il finit deuxième de la coupe du gouverneur à Ougra en décembre 2012.
En 2014, il remporta la médaille de bronze au championnat du monde d'échecs junior et la médaille de bronze au championnat d'Europe d'échecs individuel, ce qui le qualifiait pour la coupe du monde d'échecs 2015. 
En 2017, il remporta premier de l'Open Aeroflot à Moscou. Grâce à cette victoire, il est qualifié pour le tournoi d'échecs de Dortmund pendant l'été. Lors du  tournoi de Dortmund  remporté par Radosław Wojtaszek, il finit deuxième ex æquo avec Maxime Vachier-Lagrave, qu'il devance au départage.
La même année, en juin 2017, Fedosseïev remporta la médaille de bronze au Championnat d'Europe d'échecs individuel 2017, à égalité de points avec le premier et le deuxième. 
En 2025, il remporte le tournoi rapide et blitz de Varsovie, première manche du Grand Chess Tour.

### Championnats du monde de parties rapides
Fedosseïev remporte également la médaille d'argent au Championnat du monde d'échecs de parties rapides de Riyad, en décembre 2017, à égalité de points avec le champion du monde rapide Viswanathan Anand et finit quatrième de la finale du championnat de Russie d'échecs en décembre 2017.
En décembre 2023, à Samarcande, il remporte une deuxième fois la médaille d'argent au Championnat du monde d'échecs de parties rapides.

### Coupes du monde
Lors de la Coupe du monde d'échecs 2017 à Tbilissi, Fedosseïev parvint en quart de finale où il fut éliminé par Wesley So (numéro deux mondial), après avoir éliminé le Cubain Yusnel Bacallao Alonso, le Russe Ernesto Inarkiev, l'Américain Hikaru Nakamura et l'Israélien Maxim Rodshtein.
| Année | Lieu            | Résultat                         | Ultime(s) adversaire(s)                                             | Adversaires battus                                                           |
| ----- | --------------- | -------------------------------- | ------------------------------------------------------------------- | ---------------------------------------------------------------------------- |
| 2015  | Bakou           | deuxième tour                    | Aleksandr Grichtchouk                                               | Baskaran Adhiban                                                             |
| 2017  | Tbilissi        | quart de finale (cinquième tour) | Wesley So                                                           | Yusnel Bacallao Alonso Ernesto Inarkiev, Hikaru Nakamura Maxim Rodshtein     |
| 2019  | Khanty-Mansiïsk | deuxième tour                    | Pentala Harikrishna                                                 | Surya Ganguly                                                                |
| 2021  | Sotchi          | quatrième place (demi-finaliste) | Sergueï Kariakine (demi-finale)Magnus Carlsen (match de classement) | Axel Bachmann Timour Gareïev Vladislav Kavaliow Velimir Ivić Amin Tabatabaei |
| 2023  | Bakou           | troisième tour                   | Erigaisi Arjun                                                      | Jerguš Pecháč                                                                |

### Compétitions par équipe
En 2015, Fedosseïev remporta la médaille de bronze par équipe lors de la coupe d'Europe des clubs d'échecs avec l'équipe de Saint-Pétersbourg. Son équipe finit deuxième (médaille d'argent) l'année suivante en 2016.
En 2017, lors du championnat du monde d'échecs par équipes, il remporte la médaille d'argent par équipe avec la Russie et la médaille d'or individuelle à l'échiquier de réserve avec 6 points marqués sur 8
Désormais slovène, il mène l'équipe de Slovénie qui termine 9e à l'Olympiade d'échecs de 2024